# New Plymouth (Provinz)

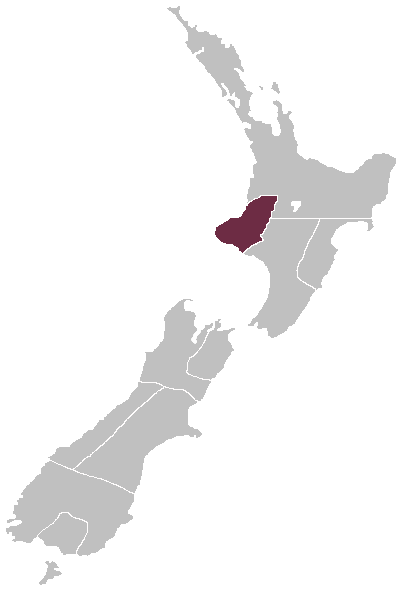
New Plymouth Province 1853–1876

Die Provinz New Plymouth war eine von sechs Provinzen, die 1853 auf Grundlage des zweiten New Zealand Constitution Act als eine eigenständige Verwaltungseinheit in der ehemaligen britischen Kolonie Neuseeland eingerichtet wurde.

## Geographie
New Plymouth war eine Provinz im Westen der Nordinsel von Neuseeland und sie war die kleinste Provinz von anfänglich sechs Provinzen. Die nördliche Grenze der Provinz wurde mit dem Flussverlauf des Mokau River von seiner Quelle bis zur Mündung in die Tasmansee festgelegt. Die östliche Grenze folgte von dem Punkt aus, wo der 39. Breitengrad den Whanganui River kreuzt, dann entlang des Whanganui Rivers nach Süden, dann weiter in der Verlängerung zum Pātea River folgend, bis zu seiner Flussmündung in die Tasmansee. Die südliche Grenze wurde durch die Cook Strait und die westliche die Tasmansee gebildet.

## Geschichte
Am 30. Juni 1952 wurde im britischen Parlament das Gesetz „Act to Grant a Representative Constitution to the Colony of New Zealand“ verabschiedet, das in Neuseeland unter New Zealand Constitution Act 1852 bekannt ist. In dem Gesetz wurde die verwaltungstechnische Neuaufteilung der Kolonie Neuseeland in sechs Provinzen geregelt. Die Grenzen der Distrikte sollten per Proklamation durch den Gouverneur Neuseelands festgelegt werden. Das Gesetz legte ferner fest, dass jede Provinz einen Provincial Council (Provinzrat) mit mindestens neun Mitgliedern und einen Superintendent (Leiter, Vorsteher) haben sollte.
Der damalige Gouverneur George Edward Grey proklamierte die gesetzlichen Änderungen am 17. Januar 1853 und mit der öffentlichen Bekanntmachung vom 28. Februar 1853 bekamen die Provinzen Auckland, New Plymouth und Wellington auf der Nordinsel und Nelson, Canterbury und Otago auf der Südinsel, mit den vom Gouverneur proklamierten Grenzen Rechtskraft. Am 5. März 1853 wurden die ersten Wahlen zum Provincial Council abgehalten und von da an alle vier Jahre wiederholt. Zum ersten Superintendenten der Provinz New Plemouth wurde Charles Brown bestimmt, der nach 1856 eine zweite Amtszeit von 1861 bis 1865 hatte.
Im Jahr 1858 beschloss das General Assembly (Generalversammlung) der Kolonie Neuseeland die Provinz in Taranaki umzubenennen, dem Māori-Namen für Mount Egmont, dem landschaftsbestimmenden Vulkan in der Provinz. Die Provinz behielt den Namen bis zur Auflösung aller Provinzen im Land. Diese erfolgte am 12. Oktober 1875 durch Beschluss des britischen Parlaments. Der Abolition of Provinces Act (Gesetz für die Abschaffung der Provinzen) war dann das Ende der Verwaltung Neuseelands über die Provinzen. Am 1. November 1876 bekam das Gesetz Gesetzeskraft. Abgelöst wurde das Provinz-System durch ein Verwaltungssystem über Boroughs (Gemeinden) und Counties (Landkreise).